# 林顿 (纽约州)
林顿（英語：Lyndon）是位于美国纽约州卡特罗格斯县的一个镇，地处卡特罗格斯县东部、奥利安以北。2010年美国人口普查时，该镇有707人。最初的定居者于1806年左右到达此地。1829年，林顿镇从富兰克林维尔镇分出，正式成立。